# Okręg Uster
Uster (niem. Bezirk Uster) – okręg w północnej Szwajcarii, w kantonie Zurych. Siedziba administracyjna okręgu znajduje się w miejscowości Uster. 

## Podział administracyjny
Okręg składa się z dziesięciu gmin (Politische Gemeinde) o powierzchni 112,30 km² i o liczbie mieszkańców 137 642.
Gminy:
1. Dübendorf
2. Egg
3. Fällanden
4. Greifensee
5. Maur
6. Mönchaltorf
7. Schwerzenbach
8. Uster
9. Volketswil
10. Wangen-Brüttisellen